# 尼古拉教堂 (基爾)

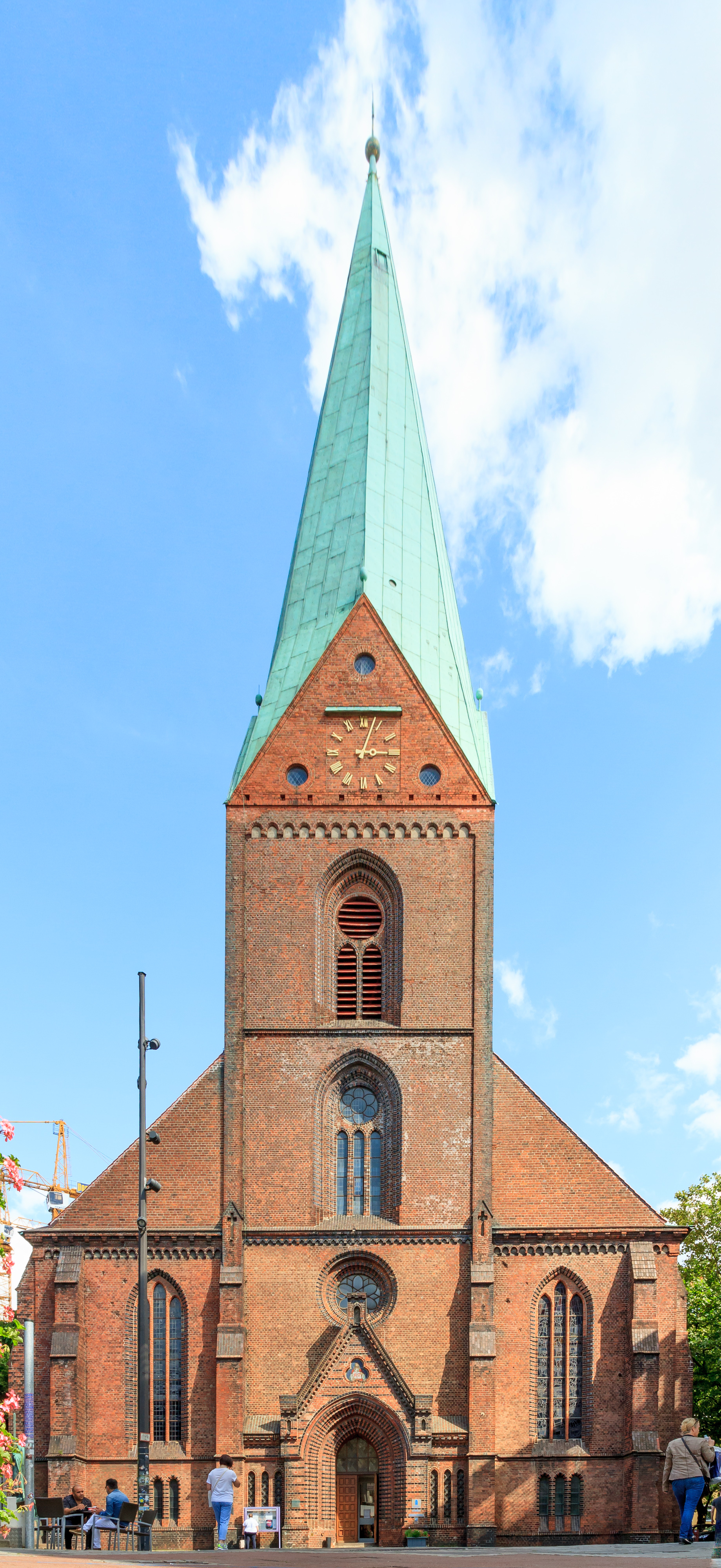
尼古拉教堂

尼古拉教堂（德語：Nikolaikirche）是位於德國城市基爾的一座教堂，也是基爾現存建築中歷史最久的。二戰期間尼古拉教堂曾嚴重受損，戰後得到修復重建。

## 外部連結
- Offene Kirche Sankt Nikolai zu Kiel （页面存档备份，存于）